# 伊森·韓特
伊森·韓特（Ethan Hunt），全名伊森·马修·亨特（Ethan Matthew Hunt），港译韓伊森（不可能的任务官方小说）、伊頓亨特；大陆翻译伊森·亨特；台湾翻译伊森·韓特，是一個電影人物，是《不可能的任務》系列的主角。在电影系列中由湯姆·克魯斯飾演。

## 早年生活
伊森·马修·亨特（Ethan Matthew Hunt）出生于威斯康星州的麦迪逊市，是玛格丽特·伊森和内森·亨特的独生子。他在纽约的米德尔菲尔德（Middlefield）的一个牧场长大，上高中之后，他就入伍了。伊森入选了军事职业步兵，并立志想要做一个陆军游骑兵。在学习了基础，高级个人和空降训练后，他被派去了巡逻队队员培训计划。 RIP毕业后，在丹尼尔·大卫·布里格斯中校的指挥下，他被编入第75游骑兵团第3营。然后，他进入了巡逻队队员学校，并在那里获得了“巡逻队领章”。伊森最终还参加过“沙漠风暴”（Operation Desert Storm）行动。
在陆军工作了四年后，伊森继续就读于宾夕法尼亚大学，在那里他获得了工程学和国际关系的双学位。大学毕业后，他又到中央情报局（CIA）去找一份工作。在伊森加入该机构之前，他必须进行背景调查，参加面试，并进行一系列的采访和心理测试。在通过面试和心理测试后，布里格斯上校与伊森取得了联系。上校于几年前以高级职位加入了中央情报局。很快，他被招募到一个名为“不可能的任务小队”（Impossible Mission Force）的超秘密机构。
尽管最初对方只是告诉他，进入IMF要执行的是“非常规行动”的任务，但伊森还是热情地接受了这份工作。他接受了强化操作培训课程，以培训他掌握所谓的“操作情报”技能，包括监视，秘密摄影、渗透敌方等各项工作。他还接受过夜间跳伞，战术高速紧急驾驶，直升机速降以及干湿拆卸的培训。由于他的军事经验，伊森在训练方面表现出色。
完成培训后，他被授予美国运输部系统分析师的“传奇人物”称号，并在IMF五人团队（称为“ IM Force”）中担任团队的指导人物。在高级特工詹姆斯·吉姆·菲尔普斯（James“Jim” Phelps）的带领下，该小组的工作是渗入安全设施，掌握关键情报，破坏危险数据或设备并根据需要消灭敌人，而不留下任何痕迹。 IMF与大多数情报组织的不同之处在于，一旦下达了命令，就没有额外规定任何完成任务但不能触犯的条框。因此，伊森和他的队友们，理论上说可以使用他们认为必要的任何手段，而成功才是最重要的。当然，不利之处也是显而易见的。如果团队成员被捕或被杀，IMF部长将否认对其行为的任何知情，也就是说没有人可以包庇、保护特工的人身安全了。

## 個人檔案
前妻：“朱莉”朱莉亞·安·米德 (Julia "Jules" Ann Meade)
【碟中谍3、碟中谍4、碟中谍6中出現；碟中谍4開頭宣佈離婚】
暧昧关系：伊爾莎·福斯特 (Ilsa Faust)
【碟中谍5、碟中谍6、碟中谍7以及碟中谍8】
父親：內森·亨特（Nathan Hunt）【已去世】
【家族農場的農場主，碟中谍1中證實因病去世】
母親：瑪格麗特·伊森·亨特（Margaret Ethan Hunt）【已去世】
【碟中谍3開頭中，確認已去世；她的娘家姓被用作其兒子的名字】
叔叔：唐纳德·亨特（Donald Hunt）

## 人物性格
伊森积极主动，倾向于发起事件而不是回应事件。甚至在吉姆·菲尔普斯在《碟中谍1》出卖他之前，他就便倾向于独立行动。在成为逃犯之后，这一特征就成为了他的主要特征。他有能力计划和执行非常复杂的计划，尤其是秘密入侵。
在《碟中谍2》中描述的是，他尽自己最大的努力，在执行任务的过程中，尽量不伤害的无辜的百姓。
他反应极其敏锐，几乎拥有摄影记忆，他能以有限的线索做出深刻演绎的能力，令人印象深刻。他也很擅长隐藏对关键信息的反应。例如，在执行一次任务期间，他意识到自己的队员也是暗杀他以前的团队的人之一，但是他没有表现出任何明显的反应可以使这个启示消失。
伊森还是一个很幽默风趣的人，他时常凭借他的魅力迅速赢得人们的注意。
他也非常聪明，几乎不计后果地大胆地执行任务。他非常狡猾、机敏，计划十分周密。他极富理想主义，在各种与敌人的对抗辩论中设计了各种哲学陷阱，令敌人思想受其迷惑。
伊森個性也非常的善良而重感情，把朋友與妻子的性命看得比自己的性命還重要，對因他無法保護而喪生的夥伴，總是充滿愧疚。
亨特的性格在《碟中谍1》中是压抑且闷闷不乐的，但在2和3中，他开始变得更加外向。
他被描述为一个坚强，训练有素，积极进取的人，是一位无与伦比的优秀专家，并且不受任何对策的影响。在系列的大多数电影中，他被描绘成能够通过IMF提供的“人皮面具”提取任何秘密数据，破坏任何安全系统，假扮成世界上任何一个人。
中情局前局长艾伦·亨利（Alan Hunley）（见碟中谍5）将亨特描述为命运的终极人格化，并且在每次任务中都被证明了这一点。最重要的是，伊森热爱自己的工作，因此几乎没有任何东西可以阻碍他完成自己的任务和捍卫世界和平。

## 身世與經歷

### 《不可能的任務》（1996）
不可能任務情報局（IMF）的一支小隊在布拉格執行任務時發生差錯導致全滅,只有伊森·韓特一人殘存,他因而被誣指為叛徒。為了洗刷冤屈，伊森只能突破自己人的重重追殺，直搗中央情報局（CIA）總部揪出真正的主謀者。

### 《不可能的任務2》（2000）
IMF賦與伊森·韓特奪回病毒與解藥的任務，伊森必須率領小隊阻止肖恩·安布羅斯將病毒擴散出去。

### 《不可能的任務3》（2006）
已遠離任務、轉任教官的伊森·韓特，得知自己教導過的新人琳賽·菲瑞斯在監視軍火販子歐文·戴維恩的任務中失敗被捕。伊森決定復出營救學生，並取回關於戴維恩的重要情報。

### 《不可能的任務：鬼影行動》（2011）
伊森·韓特潛入俄國克里姆林宮竊取代號「鈷藍」的資料時，克里姆林宮竟發生爆炸，美俄關係陷入危機。總統啟動「鬼影行動」，徹底否認IMF的存在並放棄在俄人員。在失去了IMF及所有資源的險惡情況下，伊森必須躲避俄國特務的追捕，自行找出洗清罪名的方法，更要阻止「鈷藍」柯特·亨瑞克斯企圖引發美俄兩國之間的核戰爭。

### 《不可能的任務：失控國度》（2015）
伊森·韓特發現他長期追查由各國叛逃間諜組成的神秘組織「辛迪加」真實存在，並準備在全球利用一連串暗殺行動和化學武器攻擊引發恐慌，瓦解現代文明的基礎。然而CIA早就不滿IMF的作風，以克里姆林宮爆炸事件為由，說服參議院解散IMF，伊森更被列為頭號通緝犯。再度失去IMF的伊森只好滿世界逃跑，躲避CIA追捕的同時調查辛迪加的情報。

### 《不可能的任務：全面瓦解》（2018）
伊森·韓特在執行取回鈽元素的任務時，為了保存路德的性命而失敗。就在他整裝待發，欲再次執行任務之際，中情局送來一名頂尖特工並要求隨行才允許執行任務。在執行任務的過程中，伊森·韓特裝扮成約翰·拉克前去與白寡婦交易，沒想到卻又再次與伊爾莎與連恩扯上關係，並且被誣陷讓中情局認為他就是真正的約翰·拉克，伊森只好再次滿世界逃跑並與他的小組成員們共同追查真正的約翰·拉克及鈽元素的下落。

### 《不可能的任務：致命清算 》（2023）
不可能任务情报局（IMF）团队这次要完成他们迄今为止最困难的任务：阻止一件威胁著全人类的名叫“智体”的危险武器落入蓋布瑞的手中。然而，因为亨特认为“智体”必须被消灭，于是再次脱离任务指示，遭到贾斯珀·布里格斯率领的特工和自己老对手盖布瑞带领的神秘组织双面夹击。职业扒手格蕾丝因受白寡妇指使偷窃武器的钥匙也卷入了其中。